# Hummeltal
Hummeltal est une commune de Bavière (Allemagne), située dans l'arrondissement de Bayreuth, dans le district de Haute-Franconie.

## Géographie

### Quartiers
| - Bärnreuth - Creez - Eichen - Gubitzmoos - Hinterkleebach - Hohenreuth - Moritzmühle | - Moritzreuth - Muthmannsreuth - Neß - Neumühle - Pettendorf - Pettendorfermühle - Pittersdorf | - Rosengarten - Röthelbach - Schützenmühle - Steinmühle - Voitsreuth - Weiglathal |

## Démographie
| 1961  | 1970  | 1987  | 2000  | 2011  |
| ----- | ----- | ----- | ----- | ----- |
| 1 403 | 1 499 | 1 897 | 2 504 | 2 391 |